# ДС-У2-МТ
ДС-У2-МТ (- метеоритный) — тип советских научно-исследовательских космических аппаратов разработанных в ОКБ-586 (ныне КБ «Южное») и предназначенных для изучение природы основных ежегодных метеорных потоков и измерение интенсивности, спектрального состава и вариаций гамма-излучений.
Космический аппарат «ДС-У2-МТ» стал продолжением программы исследований, начатых на космических аппаратах серии «ДС-МТ» и «ДС-У2-МП».

## История создания
В декабре 1959 года создается Межведомственный научно-технический совет по космическим исследованиям при Академии Наук СССР во главе с академиком М. В. Келдышем, на который возлагается разработка тематических планов по созданию космических аппаратов, выдача основных тематических заданий, научно-техническая координация работ по исследованию и освоению верхних слоев атмосферы и космического пространства, подготовка вопросов организации международного сотрудничества в космических исследованиях.
В 1963 году было принято решение о создании трёх модификаций унифицированной спутниковой платформы:
- ДС-У1 — неориентированный в пространстве космический аппарат с химическими источниками энергии;
- ДС-У2 — неориентированный в пространстве космический аппарат с солнечными батареями, в качестве источника энергии;
- ДС-У3 — ориентированный на Солнце космический аппарат с солнечными батареями, в качестве источника энергии.

## Особенности конструкции
В состав радиотехнического комплекса входил:
- «БРКЛ-Б» — аппаратура командной радиолинии связи, представляет собой узкополосный приемник-дешифратор переданных с Земли сигналов для преобразования их в команды немедленного исполнения;
- «Краб» — аппаратура радиоконтроля орбиты и телесигнализации представляет собой передатчик высокостабильного двухчастотного когерентного сигнала излучения, который используется наземной станцией для

определения орбитальной скорости космического аппарата, а также для передачи информации с датчиков телеметрии;
- «Трал-П2» — аппаратура телеконтроля с запоминающим устройством «ЗУ-2С».

В состав научной аппаратуры входил:
- «РСП-2» — полупроводниковый регистратор соударений «РСП-2»;[1]
- «БСД-2» — сцинтилляционный детектор, состоящий из блока электроники, многоканального анализатора «БМА» и выносного сцинтилляционного детектора СДН-2;
- «МСУ-Ш» — магнитная система успокоения;

## Предназначения платформы
Основным научным инструментом на космическом аппарате был всенаправленный детектор жестких рентгеновских и гамма лучей на основе кристалла NaI(Tl). Размер кристалла — 70×70 мм, эффективная площадь — 57,5 см2. Поверхностная плотность вещества пассивной защиты — 1 г/см2. Для уменьшения потока вторичных заряженных частиц, возникающих в теле космчиеского аппарата под воздействием космических лучей больших энергий, детектор располагался на длинной выносной штанге.
Ввиду значительного вклада наведенного радиоактивного фона в регистрируемую скорость счёта детектора для дальнейшего анализа данных использовались данные только первого дня работы детектора до пролёта спутника области с большой плотностью заряженных частиц.
Заказчиком и постановщиком данного научного эксперимента были следующие научные организации:
- Ленинградский физико-технический институт имени А. Ф. Иоффе АН СССР] (ныне — ФТИ им. А. Ф. Иоффе);[3]
- Крымская астрофизическая обсерватория АН СССР (ныне — КрАО);
- Институт геохимии и аналитической химии АН СССР (ныне — ГЕОХИ).

## Эксплуатация
На базе платформы «ДС-У2-МП» было разработано и запущено 2 декабря 1971 года со стартовой площадки космодрома «Плесецк» космический аппарат «Космос-461».

## Результаты экспериментов
В ходе эксплуатации спутниковой платформы «ДС-У2-МТ» были проведены измерения возможных изменений интенсивности мягкой и жесткой составляющих потока заряженных частиц, а также исследованы интенсивности и спектральный состав космических излучений в широком диапазоне, от рентгеновского до жесткого гамма-излучения, в том числе измерены их возможные изменения в зависимости от активности главных метеорных потоков.
Также в ходе полёта космического аппарата «Космос-461» были получены следующие результаты:
- Получен спектр космического фонового излучения в диапазоне энергий 30 кэВ-4 МэВ [7][8][9]. Измерения показали хорошее согласие с предыдущими измерениями на спутниках «Рэйнджер-3»[10] и Аполлон-15[11] на энергиях выше 400—500 кэВ, однако практически впервые удалось измерить спектр космического фона на энергиях 20-200 кэВ. Общие (для многих инструментов, в том числе и для спектрометра на борту «Космос-461») сложности отделения сигнала космического фона от шума, создаваемого наведенной радиацией в детектирующем кристалле в области энергий 1-2 МэВ, приводили к тому, что спектр гамма-фона Вселенной на этих энергиях был значительно переоценен вплоть до экспериментов на орбитальных обсерваториях SMM и CGRO в 1980—1990 годах.
- Первое независимое подтверждение существование феномена гамма всплесков.[12]
- С использованием результатов наблюдений аппаратуры на спутнике «Космос-461» получено распределение частоты появления гамма всплесков как функция их яркости.[13]

## Статьи
- В. Агапов. К запуску первого ИСЗ серии «ДС» // «Новости космонавтики» : журнал. — М.: Видеокосмос, 1997. — Т. 7, вып. 10-23 марта, № 6/147. Архивировано из оригинала 2 февраля 2014 года.
- Mazets, E. P., Golenetskii, S. V., Ilinskii, V. N., Gurian, Iu. A., Kharitonova, T. V. Investigations of diffuse cosmic gamma radiation in the range 28 keV-4.1 MeV // Soviet Journal of Experimental and Theoretical Physics Letters : журнал. — М., 1974. — Вып. июль, № 20. — Bibcode: 1974ZhPmR..20...77M.
- Mazets, E. P. Diffuse cosmic gamma-ray background in the 28 keV-4.1 MeV range from Kosmos 461 observations // Soviet Journal of Experimental and Theoretical Physics Letters : журнал. — М., 1975. — Вып. april, № 33. — doi:10.1007/BF00640104. — Bibcode: 1975Ap&SS..33..347M.
- Mazets, E. P. The isotropic metagalactic background and galactic gamma rays in the 0.03-4.1 MeV range from Kosmos 461 measurements // Soviet Journal of Experimental and Theoretical Physics Letters : журнал. — М., 1976. — Вып. Nov-Dec, № 2. — Bibcode: 1976SvAL....2..223M.
- Mazets, E. P. Outburst of cosmic gamma-radiation according to observations aboard the artificial earth satellite Cosmos 461 // Soviet Journal of Experimental and Theoretical Physics Letters : журнал. — М., 1974. — Т. 19. — Bibcode: 1974PZETF..19Q.126M.
- Mazets, E. P. Intensity distribution of cosmic gamma-ray bursts // Soviet Journal of Experimental and Theoretical Physics Letters : журнал. — М., 1978. — Т. 4. — Bibcode: 1978PAZh....4..349M.
- Metzger, Albert E. Detection of an Interstellar Flux of Gamma-Rays (англ.) // Nature : журнал. — 1964. — No. 204. — doi:10.1038/204766a0. — Bibcode: 1964Natur.204..766M.
- Trombka, J. I. The Cosmic y-RAY Spectrum Between 0.3 and 25 MeV Measured on Apollo 15 (англ.) // Astrophysical Journal : журнал. — 1973. — No. 181. — doi:10.1038/204766a0. — Bibcode: 1964Natur.204..766M.